# 7831 François-Xavier
7831 François-Xavier è un asteroide della fascia principale. Scoperto nel 1993, presenta un'orbita caratterizzata da un semiasse maggiore pari a 2,3985885 UA e da un'eccentricità di 0,1364816, inclinata di 7,78643° rispetto all'eclittica.